# Sac de Ceriale et Borghetto
Le Sac de Ceriale et Borghetto a été mené par la Régence d'Alger contre la République de Gênes à l'été 1637. Lors de cette attaque, les forces algériennes ont pillé et dévasté les localités côtières de Ceriale et Borghetto Santo Spirito, situées en Ligurie, capturant de nombreux habitants pour les réduire en esclavage.

## Histoire
En l'an 1637, une importante incursion algérienne le long de la côte de Ligurie, ciblant spécifiquement Ceriale et Borghetto, a conduit à la capture d'environ 337 personnes, incluant des hommes, des femmes et des enfants. Une grande partie de ces captifs périrent en raison des conditions difficiles ou restèrent en captivité sans être rachetés,,,.
Cet événement s'inscrit dans un contexte plus large des incursions barbaresques en Méditerranée, où les corsaires d'Alger menaient régulièrement des expéditions contre les villes côtières européennes.